# Paratomapoderus sjoestedti
Paratomapoderus sjoestedti là một loài bọ cánh cứng trong họ Attelabidae. Loài này được Aurivillius miêu tả khoa học năm 1910.